# Westergellersen
Westergellersen ist eine Gemeinde im Landkreis Lüneburg in Niedersachsen. Im Jahr 2019 hatte die Gemeinde 2258 Einwohner auf einer Fläche von 20,38 km².

## Geografische Lage
Westergellersen liegt im Ostens des Naturparks Lüneburger Heide. Die Gemeinde gehört der Samtgemeinde Gellersen an, die ihren Verwaltungssitz in der Gemeinde Reppenstedt hat.

## Geschichte

### Einwohnerentwicklung
| Jahr      | 1848 | 1925 | 1933 | 1939 | 2015 | 2017 |
| --------- | ---- | ---- | ---- | ---- | ---- | ---- |
| Einwohner | 198  | 221  | 213  | 216  | 1904 | 2053 |

## Politik
Die Gemeinde Westergellersen gehört zum Landtagswahlkreis 49 Lüneburg und zum Bundestagswahlkreis 38 Lüchow-Dannenberg – Lüneburg.

### Rat
Der Rat der Gemeinde Westergellersen setzt sich aus zwölf Ratsmitgliedern zusammen.
- CDU 5 Sitze
- SPD 4 Sitze
- Grüne 3 Sitze (Ein Sitz konnte nicht durch einen Kandidaten besetzt werden.)
- FDP 1 Sitz

(Stand: Kommunalwahl am 12. September 2021)

### Bürgermeister
Der ehrenamtliche Bürgermeister ist Eckhard Dittmer (CDU).

## Kultur und Sehenswürdigkeiten

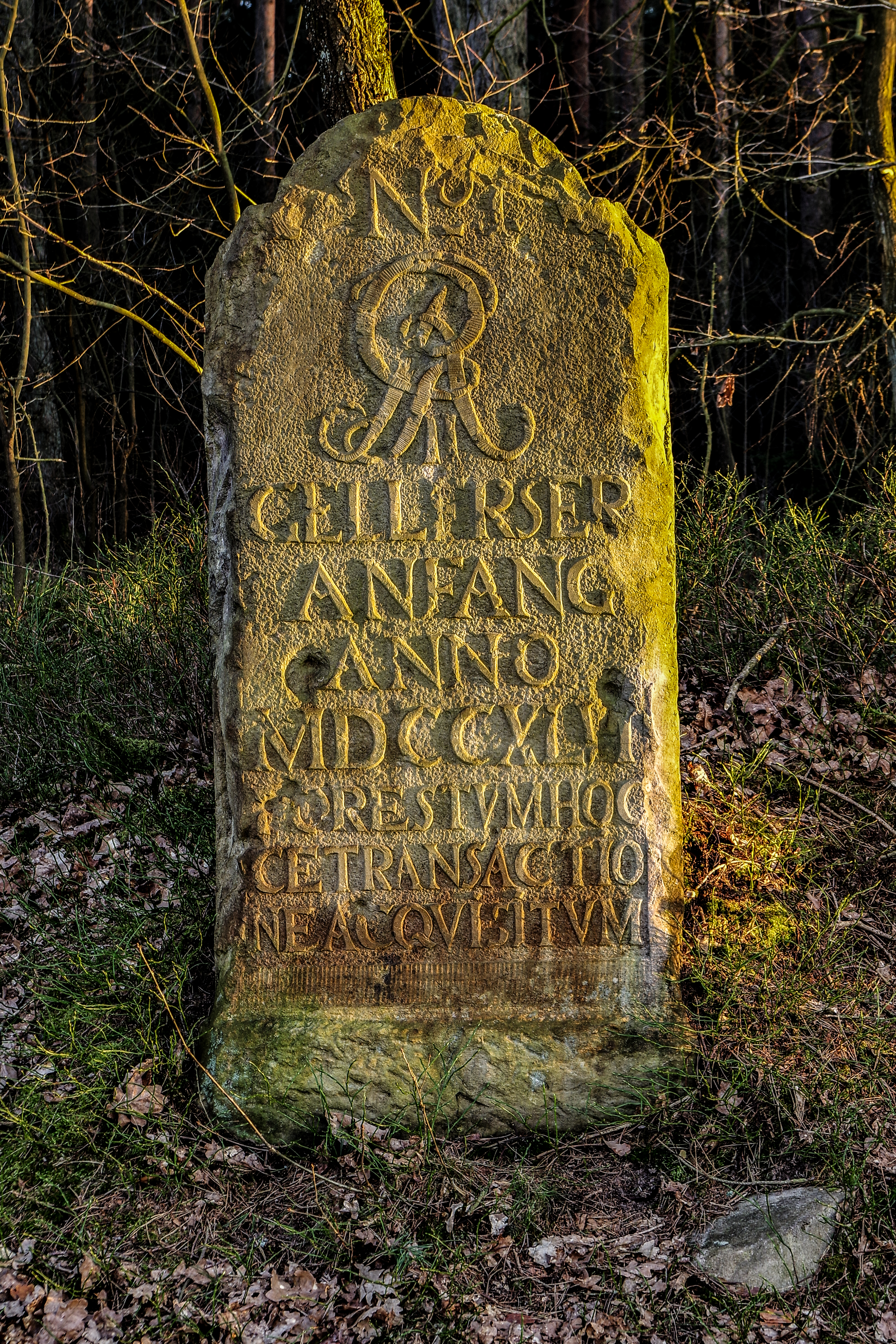
Der sogenannte Georg-Rex-Stein von 1746 am Wegesrand von Kirchgellersen nach Putensen, 2022

### Historische Grenzsteine imGellerser Anfang
Die historischen Grenzsteine im Gellerser Anfang liegen im Waldgebiet Gellerser Anfang südlich von Westergellersen. Die ältesten Grenzsteine wurden in der Mitte des 18. Jahrhunderts auf Geheiß von Georg II.  aufgestellt, um die Grenze zwischen herrschaftlichem Wald und Bauernwald in dem Waldgebiet zu kennzeichnen. Von den ursprünglich etwa 30 gesetzten Steine sind noch rund die Hälfte vorhanden.

## Wirtschaft und Infrastruktur

### Verkehr
Zu den Autobahnen A 7 und A 39, die im Westen und Norden der Gemeinde liegen, sind es jeweils ca. 15 km. Westergellersen ist im Süden in etwa zehn Kilometern Entfernung an die Bundesstraße 209 (Lüneburg-Amelinghausen-Soltau) angeschlossen.
Der öffentliche Personennahverkehr wird durch Buslinien des Hamburger Verkehrsverbundes sichergestellt. Der nächstgelegene Bahnhof mit Anschluss an den Nah- und Fernverkehr der Deutschen Bahn befindet sich im ca. 13 km entfernten Lüneburg.

### Bildung
Westergellersen besitzt einen Kindergarten, eine Kinderkrippe sowie eine Grundschule.

### Wirtschaft
Die Gemeinde verfügt über einen Reiterplatz, auf dem wichtige Reitturniere ausgetragen werden. Trotz Benennung nach dem benachbarten Ort Luhmühlen befindet sich der eigentliche Austragungsort in der Gemeinde Westergellersen. Verschiedene Turniere und Festivals locken eine Vielzahl von Besuchern an.